# Dionysio Typaldos
Dionysio Typaldos (Līxouri, 23 ottobre 1875 – Napoli, 6 gennaio 1955) è stato un medico e diplomatico greco.

## Biografia
Dionysio, figlio di Evanghelino Typaldos e Caterina Manzavino, era medico chirurgo, governatore della Confraternita di Napoli dal settembre 1904 al 1939.
Nel 1908 partecipò come volontario ai soccorsi per le vittime del terremoto di Messina, ricevendo pertanto una menzione onorevole dal re Umberto I e dal presidente del Consiglio Giovanni Giolitti.
L'11 giugno del 1933 ideò e istituì una borsa di studio per i giovani greci ortodossi che vivevano in Italia, onde consentire loro di poter studiare in Grecia, affinché imparassero la lingua nazionale e conoscessero meglio la loro patria.
Dal 1910 al 1940 e dal 1945 al 1955, Dionysio era console generale onorario di Grecia a Napoli.
Nel 1940, in quanto considerato nemico di guerra dal regime fascista, subì la carcerazione e il sequestro dei beni.
Nel 1946, Dionysio Typaldos, agente del governo greco, riassumeva la cura degli interessi ellenici a Napoli. Una delle prime sue cure fu quella di ricostruire la confraternita greca.
Venne decorato dal re Giorgio I di Grecia con la Croce dell'Ordine della Fenice, la Medaglia d'oro dell'Ordine del Redentore e la medaglia dell'Ordine Reale di Giorgio I per i servizi resi alla propria patria e per aver partecipato eroicamente alla rivolta di Creta.

## Discendenza
Coniugato con Litina Stella, ebbe due figli: 
- Evangelos Typaldos (* 1922; † 16 Maggio 2013), venne nominato console generale onorario di Grecia a Napoli il 20 agosto del 1955.[9] Inoltre era governatore della confraternita greca di Napoli e fondò la comunità ellenica di Napoli; nel 2011 venne insignito della menzione d'onore dal ministero degli Esteri della Repubblica Greca, in riconoscimento del suo contributo per la Grecia e l'ellenismo ecumenico;[10] Nel 2001 ricevette la Medaglia d'oro dal Ministero degli esteri greco.[4]
- Katerina Typaldos (1922-2013), fu una delle figure più carismatiche dell'ellenismo napoletano.[4]

I figli avuti da Evangelo e dalla moglie Linda Mancini (Irene, nata nel 1962, e Dionysio, nato nel 1972), hanno donato nel 2015 l'archivio privato della famiglia (coprente il periodo dal 1860 al 1970) all'Archivio di Stato di Napoli; nello stesso anno la comunità ellenica di Napoli e Campania e la federazione delle comunità e confraternite elleniche vi hanno organizzato una mostra e un convegno internazionale di studi intitolato "I Greci in Campania: 500 anni di storia", in occasione del quale sono stati esposti per la prima volta al pubblico alcuni documenti provenienti dall'archivio privato Typaldos.
Nel 2019 l'archivio Typaldos viene dichiarato, dalla Soprintendenza Archivistica e Bibliografica, di interesse storico e culturale.